# Sancy-les-Cheminots
Sancy-les-Cheminots ist eine französische Gemeinde mit 98 Einwohnern (Stand: 1. Januar 2022) im Département Aisne in der Region Hauts-de-France (frühere Region: Picardie). Sie gehört zum Arrondissement Soissons, zum Kanton Fère-en-Tardenois und zum Gemeindeverband Val de l’Aisne. Die Gemeinde ist Trägerin des Croix de guerre 1914–1918.

## Geographie
Die Gemeinde Sancy-les-Cheminots mit dem Ortsteil Mennejean liegt am Südwestrand des Höhenzuges Chemin des Dames, zehn Kilometer nordöstlich von Soissons am Ende eines Seitentals der Aisne. Nachbargemeinden von Sancy-les-Cheminots sind Allemant und Vaudesson im Norden, Aizy-Jouy im Osten, Celles-sur-Aisne im Süden und Nanteuil-la-Fosse im Westen.

## Geschichte
Während des Ersten Weltkriegs wurde die Gemeinde Ende Oktober 1914 bei den Kämpfen um den Chemin des Dames von Truppen des Deutschen Kaiserreichs erobert. Im Kriegsverlauf wurde der Ort vollständig zerstört und lag in der Zone rouge (roten Zone). Der Wiederaufbau begann mit Unterstützung von Eisenbahnern in den 1920er Jahren; dabei wurde der Jardin du souvenir (Garten der Erinnerung) errichtet. Die rekonstruierte Kirche wurde 1928 eingeweiht. Seit 1929 führt die Gemeinde den Namenszusatz „les Cheminots“ (die Eisenbahner).

### Bevölkerungsentwicklung
| Jahr                       | 1962 | 1968 | 1975 | 1982 | 1990 | 1999 | 2006 | 2014 | 2022 |
| Einwohner                  | 75   | 49   | 48   | 64   | 85   | 106  | 110  | 99   | 98   |
| Quellen: Cassini und INSEE |      |      |      |      |      |      |      |      |      |

## Sehenswürdigkeiten
- Kirche Saint-Ouen, nach dem Ersten Weltkrieg errichtet
- Waschhaus mit Brunnen
- Garten der Erinnerung

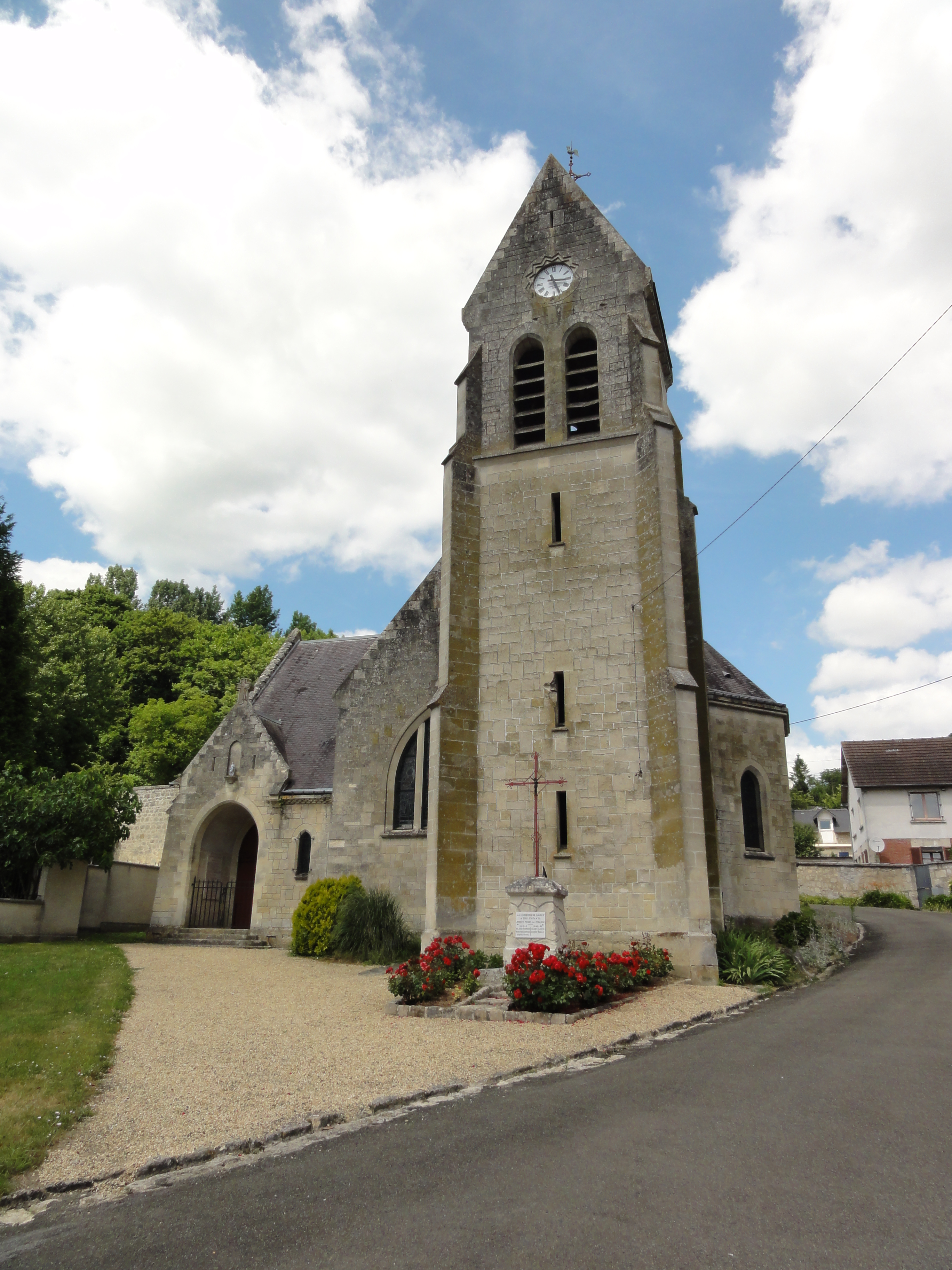
Kirche Saint-Ouen
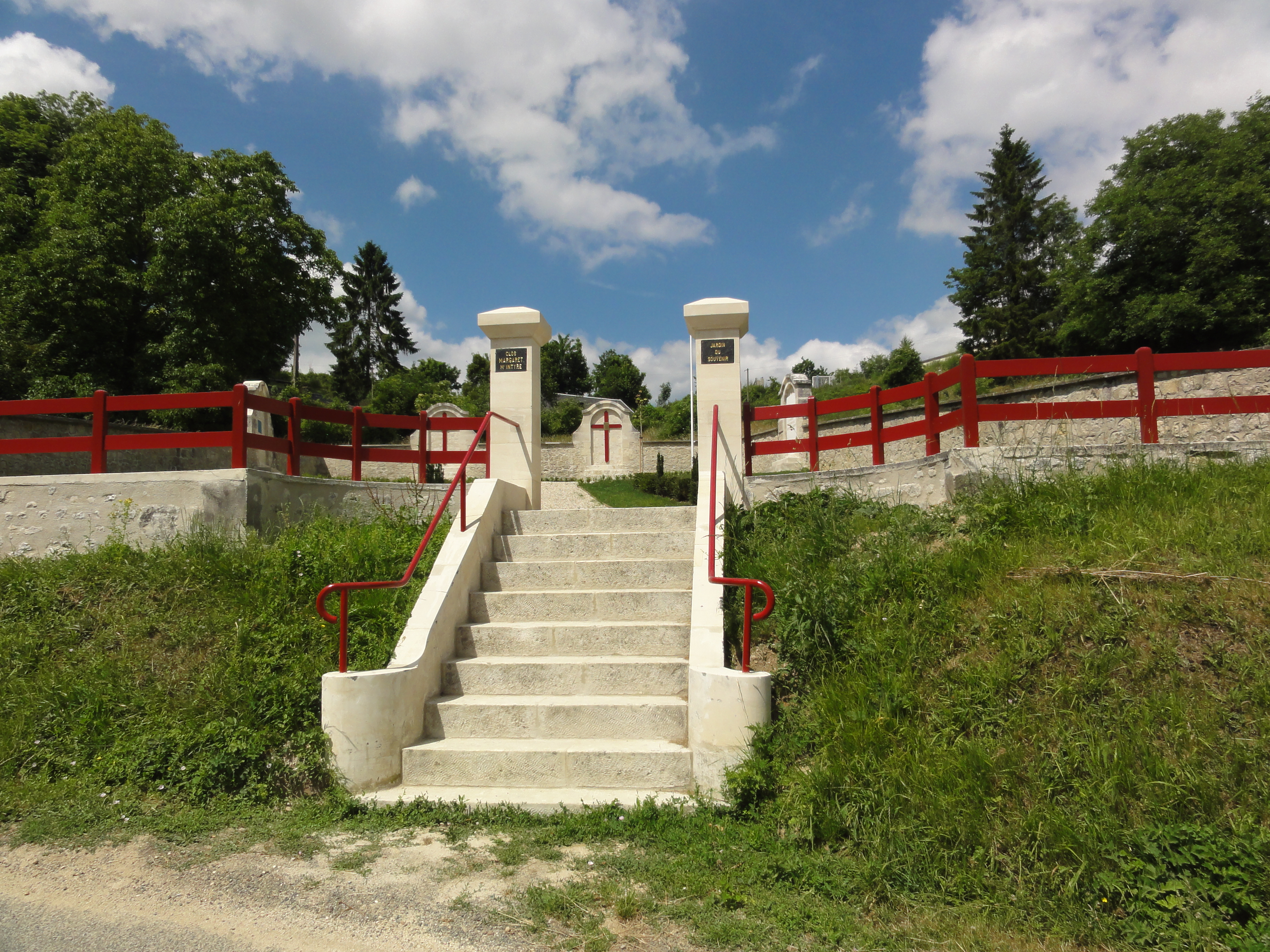
Eingang zum Garten der Erinnerung
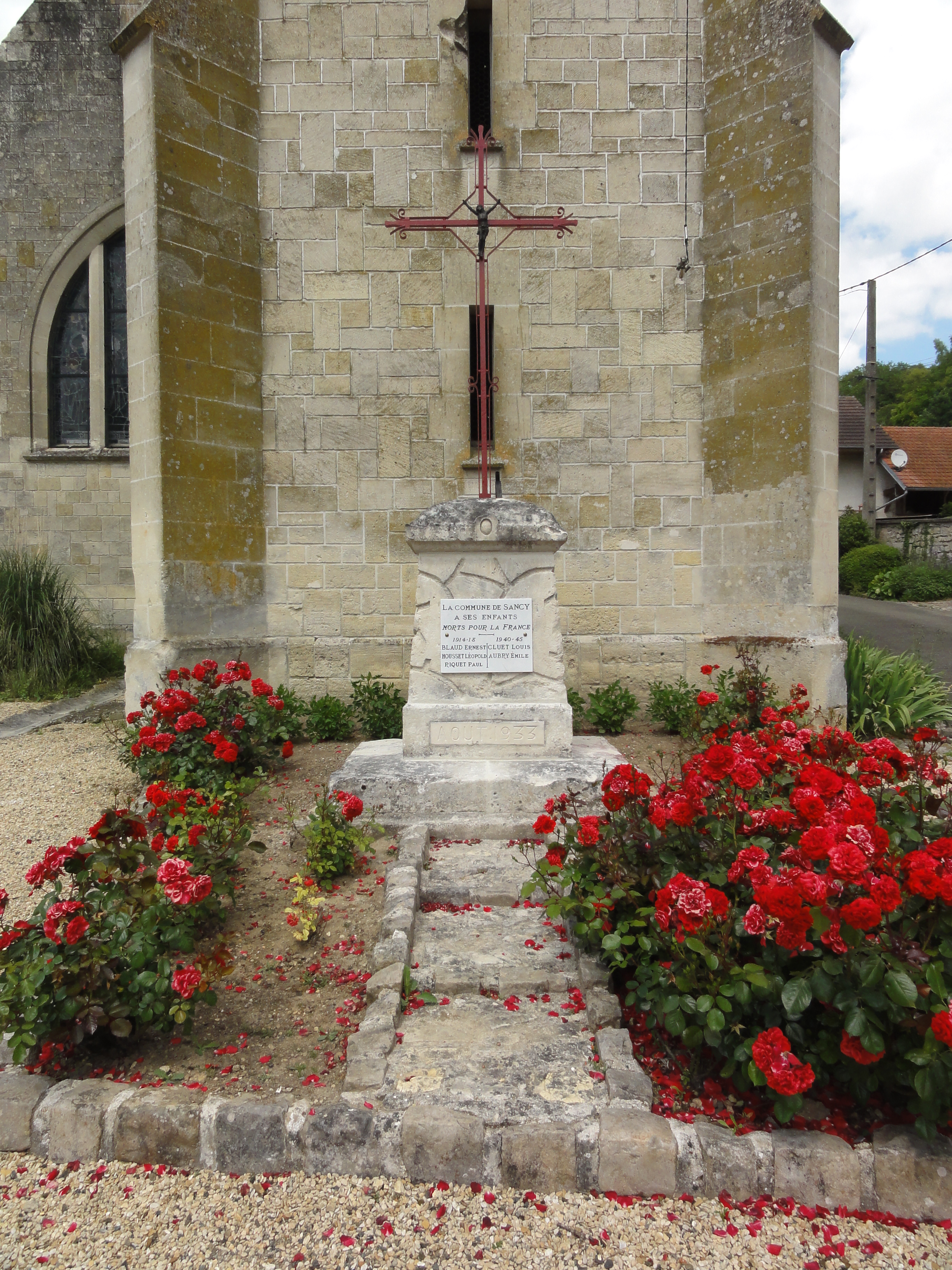
Gefallenendenkmal